# Gilten
Gilten est une municipalité allemande du land de Basse-Saxe et l'arrondissement de la Lande (Heidekreis).